# Xung đột biên giới Campuchia – Thái Lan 2008–2013
Xung đột biên giới Campuchia – Thái Lan 2008–2013 bắt đầu vào tháng 6 năm 2008 là sự gia tăng cường độ mới nhất sau một thế kỷ dài tranh chấp liên quan đến khu đất chung quanh ngôi Đền Preah Vihear xây vào thế kỷ 11, vốn có kiến trúc giống như Đế Thiên Đế Thích (Angkor Wat) ở vùng Đông Bắc Campuchia, nằm giữa huyện Kantharalak (huyện Thái Lan) ở tỉnh Sisaket thuộc Đông Bắc Thái Lan và huyện Choam Khsant ở tỉnh Preah Vihear thuộc miền bắc Campuchia. Thái Lan tuyên bố việc cắm mốc chưa được hoàn thành ở các lãnh thổ bên ngoài khu vực do Tòa án Quốc tế vì Công lý phán quyết năm 1962. Vụ tranh chấp đất đai đến mức trầm trọng vào giữa tháng 7/2008 khi Tổ chức Giáo dục, Khoa học và Văn hóa Liên Hợp Quốc chấp thuận đơn của Campuchia xin đưa ngôi đền Preah Vihear vào danh sách di sản thế giới, mối quan hệ giữa hai quốc gia láng giềng trở nên căng thẳng. Những nhà tranh đấu Thái Lan lo sợ rằng vị thế mới của ngôi đền sẽ làm cho việc đòi chủ quyền của Thái Lan tại khu đất bên cạnh trở nên khó khăn hơn. Vụ tranh chấp năm 2008 mở rộng ra cả quần thể Đền Ta Moan Thom 153 km về phía tây Preah Vihear, gần biên giới giữa tỉnh Surin của Thái Lan và tỉnh Oddar Meancheay của Campuchia. Mặc dù một số nguồn tin khác, ngôi đền Sdok Kok Thom ở huyện Aranyaprathet của Thái Lan không còn trở thành một nguy cơ tranh chấp, vì nó nằm 1,6 km bên trong Thái Lan tại điểm phân biên giới, ranh giới không có tranh chấp trong một khu đông dân cư, không giống như Preah Vihear và Ta Moan Thom.

## Bối cảnh
Đền Preah Vihear là chủ đề gây tranh chấp giữa hai bên Campuchia lẫn Thái Lan.
Đền Preah Vihear được Đế quốc Khmer xây vào thế kỷ 9 và 10. Trong khi đế quốc đã đạt đến cực điểm và bắt đầu suy tàn, vương quốc Ayutthaya bắt đầu bành trướng và đạt tới lãnh thổ như ngày nay. Người Thái chiếm phần lớn lãnh thổ Khmer. Sự việc này lên đến cực điểm trong hiệp ước Thái Lan-Pháp 1867 không công nhận quyền cai trị của Thái Lan trên Campuchia, đổi lại Thái Lan kiểm soát tỉnh Battambang và Xiêm Riệp, mà chính thức trở thành một phần của Thái Lan. Nhưng những tỉnh này được nhường lại cho Campuchia trong một hiệp ước biên giới giữa Thái Lan và Pháp năm 1906
Trong Chiến tranh thế giới thứ hai, Thái Lan lấy lợi thế Pháp đầu hàng năm 1940 để xâm lăng Đông Dương thuộc Pháp vào đầu tháng 1 năm 1941, mở đầu Chiến tranh Thái-Pháp. Người Thái, được trang bị tốt và đông hơn quân Pháp, dễ dàng chiếm được Lào. Người Pháp giành chiến thắng quyết định trong Hải chiến Koh Chang
Người Nhật điều đình xung đột, và một sự đình chiến chung được thông báo vào 28 tháng 1. Ngày 9 tháng 5 một hiệp ước hoà bình được ký ở Tokyo, với việc người Pháp bị Nhật ép buộc từ bỏ quyền chiếm đóng của Pháp đối với những lãnh thổ tranh chấp.
Ngày 8 tháng 12 1941, vài giờ trước trận Trân Châu Cảng, Nhật Bản, yêu cầu quyền để di chuyển quân đội ngang qua Thái Lan tới biên giới Mã Lai, mở cuộc xâm lược Thái Lan. Sau khi giao chiến được 6 đến 8 giờ, thủ tướng Plaek Phibunsongkhram của Thái Lan ra lệnh ngừng bắn. Không lâu sau Nhật Bản được cho phép đi lại tự do, và vào 21 tháng 12 năm 1941, Thái Lan và Nhật Bản ký một liên minh quân sự bí mật tại Tokyo với nội dung Nhật giúp Thái Lan lấy lại những lãnh thổ bị mất vào tay những thế lực thuộc địa Anh và Pháp để đổi lại Thái Lan phải giúp đỡ Nhật Bản trong cuộc chiến chống lại Đồng Minh
Sau khi Thế chiến II, thủ tướng Pridi Phanomyong đồng ý trả lại những lãnh thổ đã chiếm cho Pháp, như một điều kiện để được chấp thuận vào Liên Hợp Quốc mới. Thái Lan không đưa đền Preah Vihear vào lãnh thổ của mình.
Năm 1962, Tòa án Quốc tế vì Công lý ở Den Haag, Hà Lan phán quyết đền Preah Vihear thuộc lãnh thổ của Campuchia với viện dẫn rằng bản đồ năm 1907 cho thấy rõ Preah Vihear và những đất lân cận nằm trong Campuchia và cùng bản đồ đó cho thấy biên giới giữa hai nước này. Thái Lan phản ứng giận dữ, đe dọa chấm dứt quan hệ ngoại giao với Mỹ, cũng như các phản ứng khác. Thái Lan dần dần miễn cưỡng trao lại ngôi đền cho Campuchia, nhưng chưa bao giờ rút quân từ các khu vực lân cận, vị phạm trực tiếp phán quyết của tòa án.
Cuộc tranh luận quyền sở hữu lại xuất hiện trong năm gần đây sau khi Campuchia nộp đơn gửi Tổ chức Giáo dục, Khoa học và Văn hóa Liên Hợp Quốc đề nghị công nhận Preah Vihear là Di sản Thế giới sau 46 năm tranh chấp. Thái Lan khẳng định rằng phạm vi Campuchia xin đề cử bao gồm cả vùng đất mà Thái Lan tiếp tục cho là thuộc lãnh thổ của mình, bất chấp phán quyết năm 1962 bởi Tòa án Quốc tế vì Công lý. Trong sự quan tâm về những quan hệ biên giới bắt ngang, người Campuchia rút đơn đề nghị, và năm 2008, sau khi nhận được sự ủng hộ từ Thái Lan, Campuchia chấp nhận sửa đổi hồ sơ đề nghị không bao gồm một số vùng đất lân cận ngôi đền.
Vấn đề đền Preah Vihear, vị trí lẫn danh sách của đền đã trở nên đề tài của người dân tộc chủ nghĩa chính trị lấy dáng điệu trong cả Campuchia lẫn Thái Lan. Liên minh Dân chủ Nhân dân, chủ yếu đối lập Thái Lan, đã đưa ngôi đền vào trong một trường hợp vấn đề trọng yếu trong những chống đối chính phủ Đảng Sức mạnh Nhân dân của thủ tướng Samak Sundaravej trong những sự nỗ lực để cách chức chính phủ. Năm 2006, Liên minh Nhân dân cho Dân chủ dẫn đoàn biểu tình trên đường mà dẫn dắt đầu tiên tới tổng tuyển cử Thái Lan tháng 4 năm 2006, chiến thắng khi đó bởi Đảng Người Thái yêu người Thái của cựu thủ tướng Thaksin Shinawatra phận sự và sau đó tới cuộc đảo chính quân đội tháng 6 năm 2006, mà trục xuất Thaksin Shinawatra. Chính phủ Đảng Nhân dân Campuchia của thủ tướng Hun Sen sử dụng sự tính toán thời gian có lẽ trùng nhau của cuộc gặp hàng năm Tổ chức Giáo dục, Khoa học và Văn hóa Liên Hợp Quốc và danh sách ngôi đền như một Di sản thế giới trong chiến dịch cho cuộc bầu cử nghị viện tháng 7 năm 2008.

## Sự kiện

### 2008
- Tháng 1, 2008: Bộ Quốc phòng Thái Lan từ Nội Các 56 của Thái Lan kháng nghị việc Campuchia dự định đăng ký ngôi Đền như là một Khu Di sản Thế giới trong khi không có thỏa thuận từ Thái Lan.[6]
- Tháng 3: Campuchia thông báo cho Thái Lan kế hoạch của mình để đăng ký đền Preah Vihear như là một Di sản thế giới.
- Tháng 4: Thái Lan (Nội các 57) và Campuchia lập kế hoạch cho một cuộc đối ngoại về vấn đề trước khi đăng ký. Thái Lan vẫn cho rằng mình sẽ hỗ trợ việc đăng ký của ngôi đền, nhưng quá trình 'phải không ảnh hưởng đến các tranh chấp biên giới'.[7]
- 18 tháng 6: Thái Lan và Campuchia hợp tác thông báo liên quan đến việc đăng ký ngôi đền.[8]
- 2 tháng 7: Tổ chức Giáo dục, Khoa học và Văn hóa Liên Hợp Quốc chấp thuận đơn xin của Campuchia để công nhận ngôi đền Preah Vihear như địa điểm di sản thế giới. Những người phản đối ở Thái Lan công kích quyết định của chính phủ Thái khi ủng hộ đơn xin của Campuchia, cho rằng làm như vậy là phá hoại lời tuyên bố chủ quyền lãnh thổ của Thái Lan. Họ cũng đã cáo buộc Thủ tướng Samak Sundaravej là qua mặt Nghị viện và ủng hộ đơn xin của Campuchia để đổi lấy những hợp đồng kinh doanh cho những đồng minh của Thủ tướng bị lật đổ, Thaksin Shinawatra. Tối cao Pháp viện Thái Lan ra phán quyết đồng tình với những người phản đối.
- 14 tháng 7: 8.000 người Campuchia tham dự buổi hòa nhạc tại Nhà thi đấu Sân vận động Olympic ở Phnôm Pênh do Phó Thủ tướng Sok An chủ trì và được phát sóng trên Đài Truyền hình Bayon. Sok An vừa trở về từ hội nghị thường niên của UNESCO ở Québec, Canada, sau khi Preah Vihear được công nhận là di sản thế giới.[9]
- Thứ Ba, 15 tháng 7: Ba công dân Thái bị bắt trong lúc đang tìm cách tiến vào lãnh thổ Campuchia để đến khu vực đền Preah Vihear. Khoảng 40 binh sĩ Thái Lan tiến vào khu vực tranh chấp chung quanh đền Preah Vihear, chiếm đóng các vị trí trong khu đất thuộc một ngôi chùa Phật giáo gần đó. Các giới chức ở Bangkok và Phnom Penh đều nói rằng việc vi phạm này xảy ra do hiểu lầm khi các binh sĩ Thái Lan sang đón về ba người Thái bị bắt vì đã đi vòng một trạm kiểm soát di trú để đến ngôi đền Preah Vihear. "Các binh sĩ Thái Lan sẽ quay lại đây trong thời gian ngắn. Họ đến để đón về ba người phản đối nhưng họ bị lạc hướng," theo lời Bộ trưởng Quốc phòng Campuchia Tea Banh. Các giới chức Thái Lan nhấn mạnh rằng các binh sĩ này chưa vượt biên giới. Hang Soth, người đứng đầu cơ quan có nhiệm vụ điều hành đền Preah Vihear, nói các binh sĩ Thái Lan đã tiến vào một ngôi chùa Phật giáo ở trên dốc của ngọn núi dẫn đến di tích ngôi đền cổ. Lúc đầu có khoảng 20 binh sĩ tiến vào ngôi chùa trên đất Campuchi. Sau đó họ đưa thêm người đến, tổng cộng vào khoảng 40 người. Các binh sĩ Thái Lan và giới chức biên phòng Campuchia thảo luận tình hình để bảo đảm rằng không ai nổ súng và cũng để tránh những vấn đề trầm trọng trong tương lai. Tỉnh trưởng Thái Lan ở khu vực đối diện với ngôi chùa bác bỏ tin nói rằng các binh sĩ Thái đã tiến vào lãnh thổ Campuchia. "Đây là một sự hiểu lầm. Không hề có việc binh sĩ chúng tôi vi phạm biên giới," theo lời tỉnh trưởng Seni Chittakasem nói với báo chí. Seni đưa một phái đoàn sang Campuchia để lấy về ba người phản kháng, nhấn mạnh rằng các binh sĩ Thái Lan hiện diện gần đó nhưng trên phần đất Thái. Cả ba người phản kháng, gồm một phụ nữ, một người đàn ông và một nhà sư, đã đặt các thanh gỗ lên hàng rào kẽm gai ở biên giới để bước qua và đến đòi lại ngôi đền.
- 16 tháng 7: một viên chức quân sự cao cấp của Thái Lan công nhận rằng các binh sĩ đã ở trên vùng đất "bị tranh chấp."
- Thứ Năm, 17 tháng 7: Campuchia và Thái Lan đưa thêm binh sĩ tới vùng biên giới bị tranh chấp, mặc dù hai bên đã đồng ý sẽ mở những cuộc thảo luận vào tuần kế tiếp để tránh một cuộc đụng độ quân sự. Theo Chuẩn tướng Chea Keo của Campuchia, Thái Lan có hơn 400 binh sĩ gần ngôi đền Preah Vihear, so với 200 một ngày trước đó, và Campuchia có khoảng 800, tăng từ con số 380. Vào tối, khoảng 61 nhà sư cùng với 13 ni cô và thường dân đến ngôi chùa, cách đền Preah Vihear chừng 220 thước về hướng Tây để chuẩn bị đón mừng ngày lễ Phật giáo. Các nhà sư Campuchia này phải ở trong chùa trong ba tháng liền. Theo tập tục truyền thống lâu đời, họ không được ra sân để khỏi đạp lên cây cỏ và côn trùng. Khoảng 50 lính Campuchia tiến vào chùa, dự định ở qua đêm để bảo vệ an ninh cho các nhà sư và ni cô. Tuy nhiên lính Thái tiến vào để đuổi họ ra, khiến hai bên có lúc đã gầm ghè chĩa súng vào nhau, theo lời Chuẩn tướng Campuchia Chea Keo. Tình trạng căng thẳng kéo dài trong vòng 10 phút, sau đó phía lính Campuchia rút đi. "Chúng tôi đã kiên nhẫn và bình tĩnh để không xảy ra nổ súng," Tướng Chea Keo nói. Một nữ phát ngôn viên quân đội Thái Lan, Đại tá Sirichan Ngathong, không biết việc binh sĩ hai bên chĩa súng vào nhau. Tuy nhiên bà cũng nói rằng "tình hình đã ổn định. Binh sĩ hai bên được lệnh tránh bất cứ sự đối đầu nào."
- 18 tháng 7: Thủ tướng Samak của Thái Lan triệu tập một cuộc họp của các tư lệnh quân lực ở Bangkok để chuẩn bị cho cuộc họp với Cam Bốt. Thủ tướng Hun Sen của Campuchia trong một bức thư gởi ông Samak đã thúc giục ông Samak giảm bớt sự căng thẳng và ra lệnh cho các binh sĩ Thái rút đi.
- 21 tháng 7: bộ trưởng quốc phòng Tea Ban của Campuchia và Tư lệnh Quân đội Thái Lan Boonsrang Niempradit dự gặp gỡ tại Thái Lan để xoa dịu các căng thẳng. Cuộc thương thảo không đem lại kết quả gì. Sau đó, Ngoại trưởng Campuchia, Hor Namhong, không có cách nào khác hơn là kêu gọi sự can thiệp của Liên Hợp Quốc.
- 22 tháng 7: Hiệp hội các quốc gia Đông Nam Á họp để giải quyết cuộc khủng hoảng liên quan đến việc đối đầu quân sự giữa Thái Lan và Cam Bốt, tuy nhiên không tháo gỡ được sự tranh chấp có thể gia tăng thành một cuộc thử thách chưa từng thấy trong lịch sử của khối liên minh này. Lời yêu cầu của Cambodia có sự can thiệp của tổ chức gồm 10 quốc gia hội viên này bằng cách thành lập một cơ quan giúp giải quyết cuộc tranh chấp cũng bị bác bỏ tại cuộc họp của các ngoại trưởng khối ASEAN. "Vấn đề là các quốc gia tham dự không hoàn toàn đồng ý với nhau về việc có nên thành lập một nhóm liên lạc trong lúc này hay không," theo lời Ngoại trưởng Indonesia Hassan Wirajuda, nhấn mạnh về sự phản đối của Thái Lan. "Hy vọng là một cuộc đối đầu quân sự sẽ không diễn ra," ông nói với các phóng viên báo chí. Cuộc họp kín diễn ra trong khi chính phủ Campuchia kêu gọi Hội đồng Bảo an Liên Hợp Quốc triệu tập phiên họp khẩn cấp để giải tỏa cuộc khủng hoảng liên quan một ngôi đền ở biên giới. Khi được hỏi là có tiến triển gì không, một nhà ngoại giao châu Á trả lời: "Không có gì. Phía Cam Bốt muốn giải quyết qua sự can thiệp của ASEAN nhưng phía Thái Lan thì muốn coi đây là vấn đề song phương." Có hơn 500 lính Thái đối đầu với ít nhất 1.000 lính Campuchia quanh một ngôi chùa Phật giáo nhỏ trong khu đất có tranh chấp gần ngôi đền cổ. Một số giới chức cao cấp ASEAN lo ngại là tình hình này sẽ trầm trọng hơn. Ngoại trưởng Malaysia Rais Yatim nói rằng cuộc tranh chấp "không chỉ có ý nghĩa là vấn đề giữa hai quốc gia nhưng cũng còn là một thử thách cho ASEAN. Đây là lần đầu tiên hai thành viên trong tổ chức đang đối đầu với điều chúng tôi gọi là tình trạng khó xử biên giới." Tổng Thư ký ASEAN Surin Pitsuwan nói bầu không khí buổi họp "thân thiện" nhưng không nói là có tiến triển gì hay không. "ASEAN vẫn nhấn mạnh trong bản thông cáo mà vị chủ tịch đưa ra ngày 20/7 rằng chúng tôi trông đợi cả hai bên tìm được giải pháp ổn thỏa cho vấn đề của họ," ông nói.
- 23 tháng 7: Thái Lan cáo buộc Campuchia là đang nhắm tới việc đòi thêm đất của Thái Lan và có truyền đơn rải tại thủ đô Phnom Penh kêu gọi tẩy chay hàng hóa Thái, khi cuộc đối đầu kéo dài sang tuần thứ nhì. Để đối phó với các nỗ lực ngoại giao của Campuchia, đại sứ Thái Lan ở Liên Hợp Quốc, Don Pramudwinai, nói Campuchia muốn mang vụ tranh chấp ra trước Hội đồng Bảo an vì "mục tiêu của Campuchia không chỉ là Preah Vihear nhưng là toàn thể khu vực biên giới chung." Don tuyên bố với đài phát thanh Business Radio ở Bangkok rằng Campuchia muốn buộc Thái Lan phải công nhận một bản đồ có từ thời Campuchia còn là thuộc địa Pháp như văn kiện chính thức về đường phân chia ranh giới giữa hai nước mà nhiều khu vực có sự tranh chấp. Bản đồ do chính phủ Pháp vẽ thường có khuynh hướng thiên về Campuchia và chính phủ Thái Lan không công nhận bản đồ này, nói rằng được vẽ ra để làm lợi cho Pháp. Thái Lan thường dựa vào một bản đồ do vẽ ra thời gian sau đó với sự trợ giúp kỹ thuật của Hoa Kỳ, tuy vậy đã công nhận một phán quyết của Tòa án Quốc tế đưa ra năm 1962, rằng ngôi chùa Preah Vihear thuộc chủ quyền Campuchia. Cả hai bên đều nói là sẽ không dùng đến vũ lực tuy rằng có khoảng 4.000 lính tập trung nơi đây. Các nhà khoa bảng Thái Lan cho rằng sẽ chỉ có một giải pháp cho vấn đề sau cuộc bầu cử sắp tới ở Campuchia vì lúc này các chính trị gia đều tìm cách khuấy động sự kiện để chứng minh lòng yêu nước của mình. Bộ trưởng Thông tin Campuchia, Khieu Kanharith, bác bỏ nhận định này và nói rằng cuộc khủng hoảng là do phía Thái Lan gây ra chứ không phải vì thời điểm nào. Cuộc tranh chấp "là kết quả của vấn đề nội bộ Thái Lan, khi một nhóm định lật đổ một nhóm khác," Khieu Kanharith nói, ám chỉ việc các thành phần biểu tình chống chính phủ đang lợi dụng tinh thần yêu nước của dân chúng Thái Lan hầu đạt được mục tiêu lớn hơn là lật đổ chính phủ của Thủ tướng Samak.
- 25 tháng 7: Chính phủ Campuchia đồng ý họp ngày 28 tháng 7 tới đây, với Thái Lan để thảo luận việc giải quyết tranh chấp, thay vì đưa vấn đề ra trước Hội đồng Bảo an Liên Hợp Quốc. Bộ trưởng Thông tin Campuchia Khieu Kanharith xác nhận cuộc họp sẽ diễn ra và "tạm thời đình hoãn việc khiếu nại trước Hội đồng Bảo an Liên Hợp Quốc."
- 28 tháng 7: Tiếp theo sau các nỗ lực thất bại để giải quyết cuộc khủng hoảng khiến Cam Bốt phải có quyết định đưa ra Hội Đồng Bảo An, các cuộc họp cấp cao diễn ra nhằm rút khoảng 1.500 binh sĩ của cả hai bên ra khỏi khu vực ngôi đền và chấm dứt cuộc tranh chấp. Ngoại trưởng Campuchia Hor Namhong gặp tân ngoại trưởng Thái Lan Tej Bunnag ở thành phố Xiêm Riệp nằm về phía Đông Bắc Campuchia. Sau khoảng 12 giờ thảo luận, hai ngoại trưởng yêu cầu chính quyền hai bên tái phối trí lực lượng ra khỏi khu vực gần Preah Vihear.
- 29 tháng 7: Cả Campuchia và Thái Lan đều cho thấy họ sẵn sàng rút bớt quân đóng tại khu vực tranh chấp biên giới, nhưng chưa có bên nào chịu đi bước đầu tiên. Campuchia sẵn sàng rút quân, nhưng cũng nói Thái Lan trước hết phải đưa quân của họ ra khỏi một khoảng đất đang có tranh chấp gần Preah Vihear. "Đối với chúng tôi thì không có vấn đề gì cả. Vấn đề hiện nay là tùy thuộc vào thái độ của Thái Lan. Chúng tôi sẵn sàng rút quân bất cứ lúc nào. Vấn đề hiện nay là thời gian và khi nào phía chính phủ Thái Lan mới đạt được một quyết định chính trị," Hun Sen nói tại Phnom Penh. Lời tuyên bố của Hun Sen được đưa ra trong lúc một viên chức Bộ Ngoại giao Thái Lan nói chính quyền Bangkok có thể sẽ yêu cầu quốc hội chấp thuận cho việc rút quân, một điều có thể làm trì trệ tiến trình chung thêm vài tuần lễ. "Cả hai nước cần phải đi qua những tiến trình theo đúng luật lệ của mình," phát ngôn viên Bộ Ngoại giao Thái Lan Tharit Charunvat cho báo chí hay. Tư lệnh lục quân Thái Lan xác nhận rằng mọi cuộc rút quân khỏi vùng biên giới đều sẽ cần thời gian. "Thỏa thuận đạt được sau cuộc họp giữa phía Cam Bốt và Thái Lan ngày 28/7 sẽ giúp giảm thiểu sự căng thẳng và cải thiện tình hình. Tuy nhiên, việc giảm quân ở biên giới trước hết phải được lệnh của chính phủ," Tướng Anupong Paojinda nói. Tuy nhiên Thủ tướng Thái Lan Samak Sundaravej tìm cách trấn an dư luận, tuyên bố với báo chí rằng: "Bộ Ngoại giao đang nói chuyện với phía quân đội. Mọi sự đều tốt đẹp."
- 31 tháng 7: Theo Thiếu tá Sim Sokha, chỉ huy phó một đơn vị biên phòng Campuchia, khoảng 70 lính Thái chiếm đền Ta Moan Thom, được xây từ thế kỷ thứ 13, ở vùng biên giới phía Tây Bắc của Campuchia, trong một hành động gia tăng cuộc đối đầu quân sự. Thiếu tá Tayeesak Boonrakchart, phát ngôn viên của quân đội Thái trong vùng tranh chấp, bác bỏ lời cáo buộc về việc xâm phạm biên giới và nói rằng lính của hai bên đã ở trong khu vực này từ nhiều năm qua. Ngôi đền này nằm cách ngôi đền xây từ thế kỷ 11 Preah Vihear chừng vài trăm dặm về phía Tây, nơi lính Cam Bốt và lính Thái đang đối đầu với nhau từ ba tuần này. Thiếu tá Sim Sokha nói rằng lính Thái đóng trong một khu vực bán kính 80 thước quanh chùa và ngăn không cho lính Cam Bốt tiến vào. Có khoảng 40 lính Cam Bốt tại khu vực này. Lính Thái chỉ rút lui khi nào vấn đề gần đền Preah Vihear được giải quyết. Lính Cam Bốt được lệnh phải kềm chế và chờ đợi chính phủ giải quyết vấn đề với phía Thái Lan. Dù rằng không nổi tiếng như Angkor hay đền Preah Vihear, đền Ta Moan Thom được coi là những kỳ quan của triều đại Khmer cổ xưa. Đền này được xây vào thế kỷ 13 như một trạm nghỉ dọc theo con đường nối Angkor với khu vực nay là vùng Đông Bắc Thái Lan. Lính Thái đã trấn đóng tại đây từ năm 1998, nhưng cả hai đều cho rằng khu đất có di tích ngôi đền Khmer cổ này là của mình.
- 3 tháng 8: Có khoảng 800 lính Campuchia và 400 lính Thái đối đầu nhau ở ngôi chùa gần đền Preah Vihear.
- 4 tháng 8: Tham mưu trưởng Boonsrang NBiumpradit của quân đội Thái Lan yêu cầu Campuchia rút quân khỏi đền Ta Muen Thom nằm trong khu vực biên giới chung, tạo nên sự lo ngại là sẽ có thêm một cuộc tranh chấp lãnh thổ mới. Lên tiếng với báo chí ở Phnom Penh, Tea Banh nói lính Campuchia và thường dân thường được phép ra vào khu vực di tích Ta Muen Thom cho những hoạt động tôn giáo, nhưng trong thời gian cuối thng 7/2008 lính Thái đã ngăn cản họ.
- 5 tháng 8: Nội các Thái Lan đồng ý trên nguyên tắc là sẽ rút bớt quân khỏi vùng tranh chấp, nhưng không nói rõ là sẽ rút bao nhiêu quân hay bao giờ rút. Việc điều chỉnh quân số sẽ được thi hành nhằm giảm thiểu sự căng thẳng.
- 6 tháng 8: Thủ tướng Campuchia lập lại lời kêu gọi có một giải pháp hòa bình trong cuộc tranh chấp lãnh thổ với Thái Lan, đưa ra lời cảnh cáo rằng nền kinh tế của cả hai nước sẽ bị ảnh hưởng nếu cuộc tranh chấp này bùng nổ thành một cuộc chiến. Trong bài diễn văn đầu tiên kể từ khi thắng cử hồi tháng 7, Thủ tướng Hun Sen tuyên bố cả hai nước "phải giới hạn cuộc tranh chấp và mở rộng tình hữu nghị cũng như sự hợp tác." Lời phát biểu của Hun Sen được đưa ra trong lúc cuộc đối đầu ở Ta Moan Thom có vẻ đã giảm bớt. "Chúng ta không thể nào cắt đất của Thái Lan hay đưa đất của chúng ta đi nơi khác. Chúng ta sẽ sống chung với nhau trong hàng chục ngàn năm nữa. Một cuộc tranh chấp biên giới không nên để biến hai quốc gia thành kẻ thù trên mọi mặt," ông nói. "Điều đó thật nguy hiểm," Hun Sen tuyên bố trong bài diễn văn dài hai tiếng đồng hồ. Ông cũng chỉ trích sự kiện một số truyền đơn được rải thời gian qua với nội dung kêu gọi tẩy chay hàng Thái Lan để phản đối việc Thái Lan lấn đất Campuchia gần Preah Vihear. Ông không "yếu mềm" nhưng cảnh cáo rằng nếu có chiến tranh thì "cả hai nước sẽ đều bị thua thiệt" trong lãnh vực hợp tác thương mại và kinh tế.
- 13 tháng 8: Campuchia và Thái Lan đồng ý sẽ rút hầu hết 1.000 binh sĩ, sẽ chỉ để lại 10 người võ trang cho mỗi bên. Các lực lượng khác sẽ được rút về các căn cứ quân sự. Việc tái bố trí, được thương lượng tại một cuộc họp giữa các sĩ quan quân đội, được dự trù sẽ diễn ra vào ngày 16/8, hai ngày trước khi các ngoại trưởng của hai nước gặp gỡ tại Thái Lan để thảo luận về cuộc tranh chấp.
- 3 tháng 10 năm 2008: Lính Campuchia và Thái Lan nổ súng bắn nhau tại khu vực biên giới có tranh chấp, gần đền Preah Vihear. Vụ nổ súng xảy ra lúc 3 giờ 45 chiều, kéo dài gần ba phút đồng hồ, khiến hai binh sĩ Thái Lan và một binh sĩ Campuchia bị thương. Cuộc chạm súng xảy ra khi khoảng một chục lính Thái tiến vào khu vực tranh chấp gần đền Preah Vihear. Lính Thái bị lính Campuchia chặn lại và sau đó buộc phải quay trở về phần đất của mình. Lính Thái khai hỏa sau khi trở về vị trí cũ, thoạt đầu bắn súng phóng lựu M-79 rồi sau đó bằng M-16. Phía lính Campuchia bắn trả một quả B-40 và sau đó bằng AK-47.

### 2009
- 6 tháng 2 năm 2009: Thái Lan và Campuchia đồng ý rút các đơn vị còn lại trong khu vực tranh chấp biên giới để tránh xảy ra một cuộc chạm súng như đã có hồi năm 2008. Thủ tướng Hun Sen nói với báo chí sau cuộc họp với Bộ trưởng Quốc phòng Thái Lan Prawit Wongsuwan, rằng hai bên đồng ý cùng rút quân khỏi khu vực rừng già.

## Phản ứng
Vào giữa tháng 7/2008, Tòa Đại sứ Hoa Kỳ trong một điện thư gửi kiều dân sinh sống và du lịch ở Thái Lan, đề nghị là họ không nên đến vùng này cho đến khi vấn đề được giải quyết xong.